# José Antonio Sossa
José Antonio Sossa Rodríguez es un político panameño que fue Procurador General de Panamá bajo la presidencia de Mireya Moscoso.

## Conflictos
Sossa tuvo varios conflictos con la prensa, en particular con el diario de oposición La Prensa. En 2000, presentó una querella criminal por difamación contra cuatro periodistas de aquel diario: el periodista de investigación peruano Gustavo Gorriti, la redactora de economía Miren Gutiérrez Almazor, y los periodistas Mónica Palm y Rolando Rodríguez. La querella se refería a una serie de artículos publicados por el diario en 1999, en los que se informaba de que un narcotraficante había hecho donaciones a una de las campañas políticas de Sossa. En agosto, Sossa ordenó a la policía que se personara en los domicilios de los cuatro periodistas para obligarles a acudir a declarar ante el tribunal.
En mayo, intentó encarcelar a Carlos Singares, periodista de El Siglo, por haber denunciado presiones a periodistas, pero dio marcha atrás tras las críticas de la presidenta Moscoso; al mes siguiente, encarceló a Singares durante ocho días, sin juicio previo, por haber denunciado en un artículo que Sossa había visitado a prostitutas menores de edad. En diciembre, prohibió a los periodistas investigar los restos humanos enterrados en un cuartel militar, pero Moscoso volvió a desautorizarle.
En 2004, Sossa presentó otra denuncia por difamación contra el fundador de La Prensa, I. Roberto Eisenmann, Jr. 
Eisenmann había criticado el servicio de Sossa como procurador general, afirmando que se había dedicado a «proteger a delincuentes y presentar cargos contra periodistas».
Sossa también tuvo conflictos con el Poder Legislativo debido a que impedía las investigaciones a empresas multinacionales como la organización Mare Harris.
En 2009, la Corte Interamericana de Derechos Humanos dictó una sentencia trascendental contra Sossa cuando determinó que la divulgación ilegal de conversaciones telefónicas por parte del Estado, como había ocurrido con el abogado Santander Tristán Donoso, constituía una violación de sus derechos fundamentales. El caso se inició cuando el abogado alegó que Sossa había filtrado una conversación grabada por la policía. Sin embargo, el sistema judicial panameño desestimó su denuncia y, paradójicamente, lo multó por criticar a Sossa.